# 乌霍洛沃
乌霍洛沃（羅馬化：Ukholovo）是俄罗斯梁赞州的市级镇、该州乌霍洛沃区行政中心及规模最大聚居地，也是该区唯一的一座市级镇。地处梁赞州南部，位于伏尔加河流域内一条小河阿克先河（Аксень）河畔，在州府梁赞东南方。镇西部设有一同名铁路车站。
该地2022年人口有4,069人；2010年人口4,965；2002年人口5,700；1989年人口6,223。